# Kartlewo, Hạt Świdwin
Kartlewo [karˈtlɛvɔ] (German Kartlow) là một ngôi làng thuộc khu hành chính của Gmina widwin, thuộc quận Świdwin, West Pomeranian Voivodeship, ở phía tây bắc Ba Lan. Nó nằm khoảng 10 kilômét (6 mi) về phía tây bắc của Świdwin và 85 km (53 mi) về phía đông bắc của thủ đô khu vực Szczecin.